# Candidia barbata
Candidia barbata är en fiskart som först beskrevs av Regan, 1908.  Candidia barbata ingår i släktet Candidia och familjen karpfiskar. Inga underarter finns listade.